# Saeward z Esseksu
Saeward z Esseksu (data urodzenia nieznana; zm. 617) – władca anglosaskiego Królestwa Essex w latach 616-617.
Saeward był synem pierwszego chrześcijańskiego króla Esseksu – Saeberta i Ethegoldy. Po śmierci ojca w 616, zajął jego miejsce na tronie, dzieląc władzę z bratem Sexredem. Bracia zasłynęli z wypędzenia biskupa Mellita z Londynu (odmówił im skosztowania sakramentalnego chleba) i powrotu do dawnych wierzeń, bazujących na mitologii germańskiej.
Saeward wraz z bratem zginął w bitwie z siłami Królestwa Wessex w 617 roku. Ich następcą został jego syn – Sigeberht I Mały.